# Rhinomugil nasutus
Rhinomugil nasutus is een straalvinnige vissensoort uit de familie van harders (Mugilidae). De wetenschappelijke naam van de soort is voor het eerst geldig gepubliceerd in 1883 door De Vis.